# NGC 1948
NGC 1948 est un amas ouvert associé à une nébuleuse en émission situé dans la constellation de la Dorade. Cet amas et cette nébuleuse sont situés dans le Grand Nuage de Magellan. NGC 1948 a été découvert par l'astronome écossais James Dunlop en 1826.  